# Jelcz PR100
Jelcz Berliet PR100 — городской высокопольный автобус, выпускавшийся польским производителем Jelcz в 1972—1975 годах. Вытеснен с конвейера моделью Jelcz PR110.

## История
После некоторых переговоров и договорённостей 1 августа 1972 года было подписано соглашение с французской компанией Berliet. В результате сотрудничества компании Jelcz с Berliet стартовало производство автобуса Jelcz PR100, который, по сути, является лицензионным клоном автобуса Renault PR100.
В отличие от предыдущих автобусов Jelcz, которые базировались на шасси грузовиков, модель была разработана «с нуля». Изначально автобус оснащался полуавтоматической трансмиссией Wilson, позднее автобус оснащался механической трансмиссией того же производителя.
Главный недостаток автобуса заключался в отсутствии третьей двери, что затрудняло процесс посадки и высадки пассажиров. В связи с этим, в 1975 году на смену Jelcz PR100 пришёл автобус Jelcz PR110U.